# 2012年5月臺灣
| << | 2012年5月 （民國101年） | >> |    |    |    |    |
| \| 日 \| 一 \| 二 \| 三 \| 四 \| 五 \| 六 \| \| \| \| 1 \| 2 \| 3 \| 4 \| 5 \| \| 6 \| 7 \| 8 \| 9 \| 10 \| 11 \| 12 \| \| 13 \| 14 \| 15 \| 16 \| 17 \| 18 \| 19 \| \| 20 \| 21 \| 22 \| 23 \| 24 \| 25 \| 26 \| \| 27 \| 28 \| 29 \| 30 \| 31 \| \| \| \| \| \| \| \| \| \| \| |                         |    |    |    |    |    |
| 臺灣新聞動態／維基新聞 |                         |    |    |    |    |    |
| 世界／中国大陆／臺灣 |                         |    |    |    |    |    |
| 日 | 一                      | 二 | 三 | 四 | 五 | 六 |
| |                         | 1  | 2  | 3  | 4  | 5  |
| 6 | 7                       | 8  | 9  | 10 | 11 | 12 |
| 13 | 14                      | 15 | 16 | 17 | 18 | 19 |
| 20 | 21                      | 22 | 23 | 24 | 25 | 26 |
| 27 | 28                      | 29 | 30 | 31 |    |    |
| |                         |    |    |    |    |    |

## 5月31日
- 資深藝人石松（本名秦清志）晚間傳出過世消息；石松長期患有糖尿病，先前曾因右腿傷口感染截肢，今因心肌梗塞逝世，享年70歲。自由電子報

## 5月29日
- 財政部長劉憶如因無法認同中國國民黨立法院黨團的證所稅整合版，與財政部原規劃的證所稅版本差異甚大，政策理念無法認同，因此辭去財政部長，請辭獲准，總統府31日發布總統令，特任前財政部次長張盛和為財政部部長。中央社１（页面存档备份，存于）２（页面存档备份，存于）中時電子報

## 5月27日
- 民主進步黨今天舉行黨主席選舉，民進黨主席候選人蘇貞昌以5萬5894票的50.47%得票率，當選第14屆黨主席。中央社（页面存档备份，存于）

## 5月23日
- 衛生署長邱文達在「世界衛生大會」（WHA）致詞，對WHA矮化台灣為中國的一省表達不滿。自由電子報

## 5月22日
- 行政院主計處新聞稿發布指出，民國101年（2012年）四月份人力資源調查統計結果，四月失業率為4.10%，與上月下降0.07%，較上年度四月份亦下降了0.19%。四月就業率，較上月上升0.11%，較上年度四月份則增1.60%。就業方向與上月比較，主要在服務部門增加（0.17%））、工業部門（0.08%）、農業部門則減少（0.32%）。但若與上一年度同月比較，服務部門增加（1.79%）、工業部門增加（1.44%）、農業部門增加（0.46%）。新聞稿/行政院主計處（页面存档备份，存于）

## 5月21日
- 睽違54年的日環食天文奇景，於21日清晨在台灣登場，台北市立天文科學教育館表示，錯過這次日環食後，台灣得等到民國109年6月21日才能再次看到。自由電子報[]中央社

## 5月20日
- 5月20日馬英九、吳敦義上午於總統府舉行就職典禮，宣誓就任中華民國第十三任總統、副總統，馬英九以「堅持理想、攜手改革、打造幸福台灣」為題發表就職演說，其中強調以「五大支柱」為基礎，分別含括經濟成長、社會公義、綠能環境、文化國力與人才培育等五個層面。而綠營19日起一連2天發起嗆馬遊行抗議馬施政無能。中時電子報今日新聞網（页面存档备份，存于）BBC中文網（页面存档备份，存于）

## 5月16日
- 根據台灣競爭力論壇進行的「2012台灣幸福大調查」結果指出，台灣幸福城市由金門縣奪下冠軍，新竹縣、連江縣則分別拿下2、3名，而22縣市長施政滿意度，則由花蓮縣長傅崐萁奪冠。自由電子報[]中央社

## 5月14日
- 油電價雙漲，國營事業遭批內部弊端叢生，根據廉政單位掌握台電涉弊資料，發現在其內控機制失靈、外部不法勢力覬覦下，光是去年至今已有五十餘件貪瀆相關案件正由司法機關調查中，包括民代介入綁標圖利廠商、某副總經理溢領獎金自肥等案件，司法單位已接連傳喚相關當事人及證人，加快偵辦腳步。中國時報
- 前民主進步黨主席蔡英文今天在臉書發表公開信，向總統馬英九提問「台灣是不是國家？中國和台灣是不是同一國家？未來兩岸互動是否以一國兩區為依歸？」 等問題。中國時報

## 5月13日
- 蘇花公路因昨天的超大豪雨嚴重坍方，交通部公路總局今天搶通部分路段；上午原預估受損嚴重的南澳到和平路段要3天才能搶通，下午發現大量雨水持續沖刷邊坡，搶通要延到10天。中央社（页面存档备份，存于）
- 第五次中、日、韓領導人會議今天上午起在北京舉行，這次會議最受矚目的是三國是否啟動自由貿易協定談判。據新華社報導，這次會議由中國大陸國務院總理溫家寶主持，韓國總統李明博、日本首相野田佳彥與會。溫家寶將與日、韓領導人回顧總結三國合作歷程，規劃三國合作未來發展方向，並就共同關心的地區和國際問題交換意見。中央社（页面存档备份，存于）

## 5月12日
- 美國《時代》雜誌歸納幾種讓世界變得更美好的彩票玩法，其中台灣新北市推出的「撿黃金，換黃金」抽獎活動，被認為是吸引人發揮公德心的妙計。新北市政府環保局鼓勵民眾清除狗大便，再以此換取摸彩券，就有機會獲得相當於2000美元的獎項。Time (magazine)（页面存档备份，存于）中央社聯合晚報[]中時電子報[]

## 5月11日
- 就讀台北市強恕中學的3名高三學生在北捷西門站外對遊民潑糞取樂，同行的學生還全程拍攝下來po上網，惡劣行徑引起網友大加撻伐，學生傍晚返校說明表達歉意，校方則表示下週對外說明懲處結果。聯合新聞網中央社
- 女友失控大吵分手，男子居然從頭到尾神色自若，還回問「你要不要喝紅茶？」這一齣「淡定」的分手擂台戲碼在批踢踢（PTT）引起網友熱烈迴響，作者共用了七十五個「淡定」，這也意外讓產自南投縣魚池鄉仙楂腳社區的「淡定紅茶」茶包爆紅。ETtoday自由電子報

## 5月10日
- 連任成功的總統馬英九20日就職，行政院長陳冲率全體閣員依憲政慣例形式總辭，總統府會重新任命陳冲組閣，新內閣將於5月20日當天同步宣誓就任，陳冲表示，會針對少部份借調期滿閣員，進行內閣微調。聯合新聞網中央廣播電臺[]

## 5月9日
- 花蓮太魯閣發生遊覽車墜谷意外，造成十三名韓籍遊客及導遊、駕駛共十五人輕重傷；警方查出，司機陳正欽無遊覽車駕駛執照，在被移送花蓮地檢署偵訊後，檢方認為事涉重大，將他交保候傳。聯合新聞網

## 5月8日
- 立法院今天三讀修正通過《道路交通管理處罰條例》，汽、機車駕駛人以手持方式使用行動電話、電腦或其他相類功能裝置有礙駕駛交通安全行為者，汽車駕駛處新台幣3000元罰鍰、機車1000元；交通部路政司表示，立法院三讀通過報請總統公布後，最快九月就可上路執行。中央社（页面存档备份，存于）中時電子報

## 5月6日
- 去年在台灣大賣的電影《賽德克·巴萊》5月10日將在中國大陸各地電影院上映，製作單位5月6日在北京舉行首映會。許多媒體好奇，為何大多數採用素人演員。導演魏德聖表示，這能讓觀眾看了會相信“他們就是活在那個年代的那個人”，而這是用明星演員辦不到的效果。中央通訊社（页面存档备份，存于）

## 5月4日
- 前立委江連福因為涉嫌賄選案，被判刑4年半定讞，卻在發監前潛逃十五天遲未入獄執行，台中檢警專案小組鎖定他的通聯紀錄循線追蹤，今天凌晨在南投埔里鎮將他拘提到案。聯合新聞網
- 南投縣1名廿四歲男子洪姓男子凌晨酒駕撞倒騎機車的廖姓老翁後，還刻意折返現場，二度輾過廖翁的頭，路過女護士呂婉禎正要急救也險遭撞擊，廖翁最後氣絕，南投地檢署今天以殺人罪向法院聲押洪男獲准，這名冷血駕駛人將面對十年以上徒刑或無期徒刑、死刑的重罪。中央社自由電子報

## 5月3日
- 去年十二月落成的佛陀紀念館被踢爆除了大佛、主館和牌樓是合法建築之外，其餘建物都是違建，高雄市副市長李永得表示，市府會在法令許可的範圍協助佛陀紀念館合法化。自由電子報[]中央社

## 5月1日
- 以「九十天讓你的頭髮發生奇蹟」為廣告的史雲遜護髮中心，驚傳詐騙消費者。廣告中暗示療效，並謊稱「所有產品及成分皆通過衛生署審核」，衛生署表示，史雲遜產品屬「一般化妝品」，依規定不需送檢。以造假的見證廣告，先剪髮偽裝成使用產品前，檢方以詐欺起訴。自由時報[]